# Distriktsrabbinat Bayreuth
Das Distriktsrabbinat Bayreuth entstand nach den Vorschriften des bayerischen Judenedikts von 1813 in Bayreuth, einer Stadt im nördlichen Bayern. 
Nach dem Tod des Distriktsrabbiners Eduard Goitein im Jahre 1914 wurde das Distriktsrabbinat Burgkunstadt ab 1915 in das Distriktsrabbinat Bayreuth inkorporiert. Das Distriktsrabbinat Bayreuth wurde im März 1936 aufgelöst.

## Aufgaben
Die Aufgaben umfassten Beratungen über Schulangelegenheiten, die Verwaltung von Stiftungen und die Verteilung von Almosen. Zur Finanzierung der Distriktsrabbinate wurden Umlagen von den einzelnen jüdischen Gemeinden bezahlt.

## Gemeinden des Distriktsrabbinats
Anfang der 1930er Jahre:
- Jüdische Gemeinde Altenkunstadt
- Jüdische Gemeinde Bayreuth (1936 zum Distriktsrabbinat Regensburg-Neumarkt)
- Jüdische Gemeinde Burgkunstadt
- Jüdische Gemeinde Hof (1936 zum Distriktsrabbinat Regensburg-Neumarkt)
- Jüdische Gemeinde Kronach
- Jüdische Gemeinde Kulmbach
- Jüdische Gemeinde Lichtenfels

## Distriktsrabbiner
Die folgende Tabelle gibt die bayreuther Distriktsrabbiner zwischen Gründung des Distriktsrabbinat Bayreuths im Jahr 1813 bis zur Auflösung im Jahr 1936 wieder:
| Amtsperiode        | Name                        |
| ------------------ | --------------------------- |
| 7. April 1829–1852 | Joseph Aub                  |
| 1853–1857          | Israel Schwarz              |
| 1859–1873          | Julius Fürst                |
| 1880–1911          | Salomon Kusnitzki           |
| 1912–1936          | Benjamin Falk Felix Salomon |